# Fayez al-Sarraj

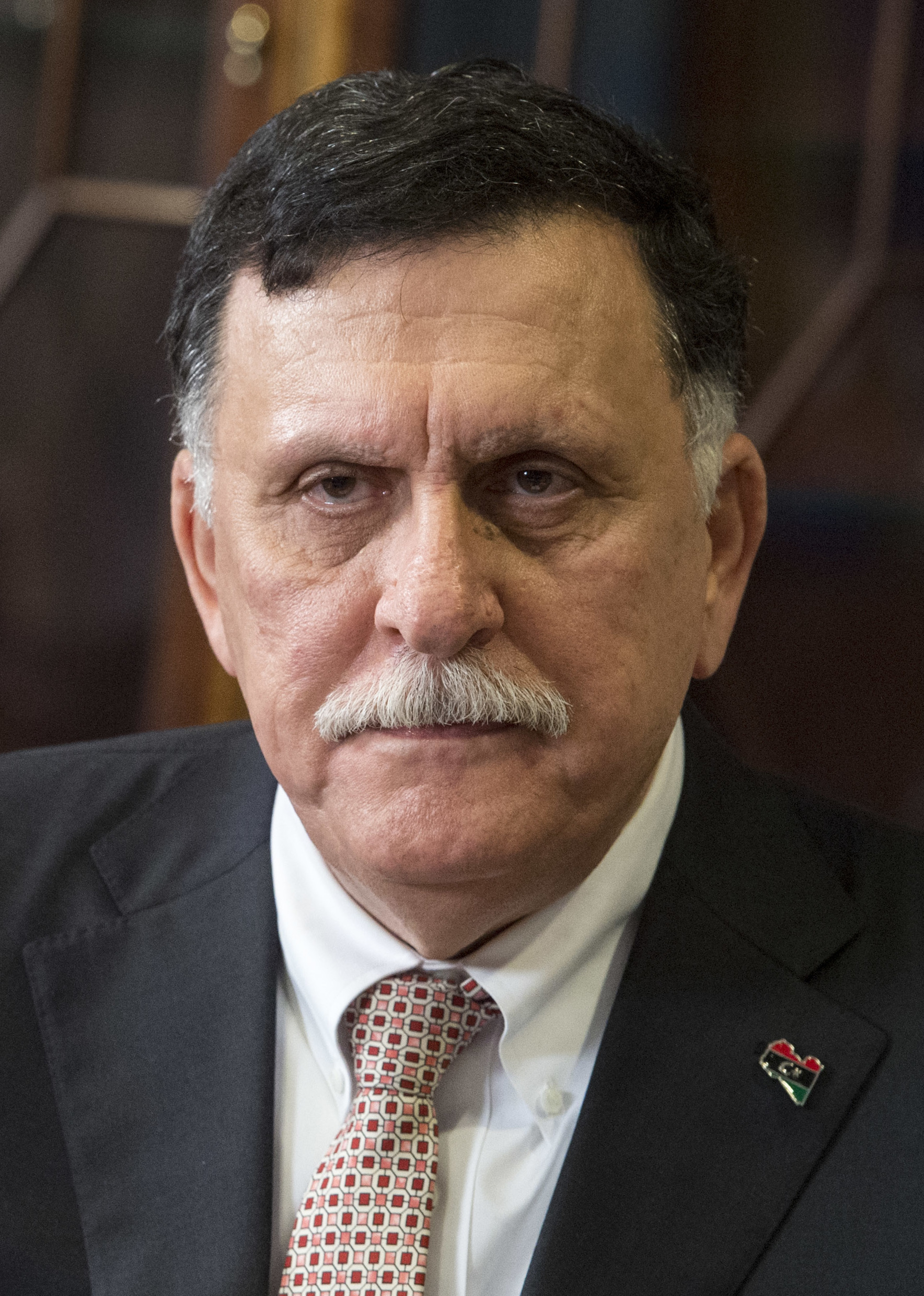
Fayez al-Sarraj in 2017

Fayez Mustafa al-Sarraj ( Arabisch : فائز السراج of فايز السراج) (Tripoli, 20 februari 1960) is een Libisch politicus.
Tussen maart 2016 en maart 2021 was Al-Sarraj de voorzitter van de presidentiële raad van Libië (internationaal erkend staatshoofd) en premier van de regering van het nationale akkoord (GNA) van Libië, dat werd gevormd als gevolg van het Libische politieke akkoord, ondertekend op 17 december 2015. De facto was hij echter slechts de machthebber van Tripolitanië en moest de macht in de rest van het versplinterde Libië aan lokale heersers laten, zoals Cyrenaica aan Khalifa Haftar.
De in Tripoli gevestigde regering van Al-Sarraj en de rivaliserende regering van Abdullah al-Thani (gevestigd in Tobroek) werden in maart 2021 verenigd in een regering van nationale eenheid. Als voorzitter van de presidentiële raad werd Al-Sarraj opgevolgd door Mohamed al-Menfi, terwijl het premierschap in handen kwam van Abdul Hamid Dbeibeh.